# A Muppet Show (televíziós sorozat, 1976) epizódjainak listája
Ez a lista a Muppet Show című amerikai–angol szórakoztató bábsorozat epizódjait tartalmazza.

### Első évad (1976–77)
| Évad | Évad | Epizód | Sztárvendég                                                | Sztárvendég                                                           | Bemutató             | Bemutató                                                           |
| Évad | Évad | Epizód | eredeti hangja                                             | magyar hangja                                                         | eredeti              | magyar                                                             |
| ---- | ---- | ------ | ---------------------------------------------------------- | --------------------------------------------------------------------- | -------------------- | ------------------------------------------------------------------ |
|      | 1.   | 1.     | Juliet Prowse                                              | Farkas Zsuzsa (MTV szinkronban)                                       | 1977. január 16.     | 1980. január 1. (MTV)                                              |
|      | 2.   | 2.     | Connie Stevens és a Szezám utca karakterek (Ernie és Bert) | –                                                                     | 1977. február 12.    | –                                                                  |
|      | 3.   | 3.     | Joel Grey                                                  | Szacsvay László (MTV szinkronban)                                     | 1977. február 12.    | 1980. március 16. (MTV)                                            |
|      | 4.   | 4.     | Ruth Buzzi                                                 | –                                                                     | 1976. október 3.     | –                                                                  |
|      | 5.   | 5.     | Rita Moreno                                                | –                                                                     | 1976. szeptember 12. | –                                                                  |
|      | 6.   | 6.     | Jim Nabors                                                 | –                                                                     | 1976. szeptember 26. | –                                                                  |
|      | 7.   | 7.     | Florence Henderson                                         | –                                                                     | 1976. október 17.    | –                                                                  |
|      | 8.   | 8.     | Paul Williams                                              | –                                                                     | 1976. október 10.    | –                                                                  |
|      | 9.   | 9.     | Charles Aznavour                                           | ? (Filmmúzeum szinkronban)                                            | 1976. november 28.   | 2003. december 20. (Filmmúzeum)                                    |
|      | 10.  | 10.    | Harvey Korman                                              | –                                                                     | 1976. november 7.    | –                                                                  |
|      | 11.  | 11.    | Lena Horne                                                 | –                                                                     | 1976. október 31.    | –                                                                  |
|      | 12.  | 12.    | Peter Ustinov                                              | Képessy József (MTV szinkronban) Gruber Hugó (Filmmúzeum szinkronban) | 1976. október 24.    | 1980. január 19. (MTV) 2003. december 24. (Filmmúzeum szinkronban) |
|      | 13.  | 13.    | Bruce Forsyth                                              | Kaló Flórián (MTV szinkronban)                                        | 1977. január 30.     | 1981. február 21. (MTV)                                            |
|      | 14.  | 14.    | Sandy Duncan                                               | –                                                                     | 1976. szeptember 19. | –                                                                  |
|      | 15.  | 15.    | Candice Bergen                                             | –                                                                     | 1976. november 14.   | –                                                                  |
|      | 16.  | 16.    | Avery Schreiber                                            | Vajda László (MTV szinkronban)                                        | 1976. december 12.   | 1980. december 27. (MTV)                                           |
|      | 17.  | 17.    | Ben Vereen                                                 | –                                                                     | 1976. november 21.   | –                                                                  |
|      | 18.  | 18.    | Phyllis Diller                                             | –                                                                     | 1976. december 5.    | –                                                                  |
|      | 19.  | 19.    | Vincent Price                                              | –                                                                     | 1977. február 19.    | –                                                                  |
|      | 20.  | 20.    | Valerie Harper                                             | –                                                                     | 1977. január 2.      | –                                                                  |
|      | 21.  | 21.    | Twiggy                                                     | ? (Filmmúzeum szinkronban)                                            | 1976. december 19.   | 2003. december 21. (Filmmúzeum)                                    |
|      | 22.  | 22.    | Kaye Ballard                                               | –                                                                     | 1977. január 23.     | –                                                                  |
|      | 23.  | 23.    | Ethel Merman és Richard Bradshaw                           | –                                                                     | 1977. február 5.     | –                                                                  |
|      | 24.  | 24.    | Mummenschanz                                               | –                                                                     | 1977. január 9.      | –                                                                  |

### Második évad  (1977–78)
| Évad | Évad | Epizód | Sztárvendég       | Sztárvendég                             | Bemutató             | Bemutató                        |
| Évad | Évad | Epizód | eredeti hangja    | magyar hangja                           | eredeti              | magyar                          |
| ---- | ---- | ------ | ----------------- | --------------------------------------- | -------------------- | ------------------------------- |
|      | 1.   | 25.    | Don Knotts        | –                                       | 1978. február 5.     | –                               |
|      | 2.   | 26.    | Zero Mostel       | –                                       | 1978. március 5.     | –                               |
|      | 3.   | 27.    | Milton Berle      | –                                       | 1977. november 11.   | –                               |
|      | 4.   | 28.    | Rich Little       | –                                       | 1977. szeptember 23. | –                               |
|      | 5.   | 29.    | Judy Collins      | –                                       | 1978. január 29.     | –                               |
|      | 6.   | 30.    | Nancy Walker      | –                                       | 1977. október 28.    | –                               |
|      | 7.   | 31.    | Edgar Bergen      | –                                       | 1977. október 7.     | –                               |
|      | 8.   | 32.    | Steve Martin      | Barbinek Péter (Filmmúzeum szinkronban) | 1977. december 9.    | 2003. december 25. (Filmmúzeum) |
|      | 9.   | 33.    | Madeline Kahn     | –                                       | 1977. szeptember 30. | –                               |
|      | 10.  | 34.    | George Burns      | –                                       | 1977. szeptember 16. | –                               |
|      | 11.  | 35.    | Dom DeLuise       | –                                       | 1977. október 14.    | –                               |
|      | 12.  | 36.    | Bernadette Peters | –                                       | 1977. november 4.    | –                               |
|      | 13.  | 37.    | Rudolf Nurejev    | Juhász György (Filmmúzeum szinkronban)  | 1978. január 22.     | 2003. december 26. (Filmmúzeum) |
|      | 14.  | 38.    | Elton John        | Bodrogi Attila (Filmmúzeum szinkronban) | 1978. január 8.      | 2004. február 22. (Filmmúzeum)  |
|      | 15.  | 39.    | Lou Rawls         | –                                       | 1977. december 16.   | –                               |
|      | 16.  | 40.    | Cleo Laine        | Hernádi Judit (MTV szinkronban)         | 1978. január 15.     | 1982. október 9. (MTV)          |
|      | 17.  | 41.    | Julie Andrews     | –                                       | 1977. december 25.   | –                               |
|      | 18.  | 42.    | Jaye P. Morgan    | –                                       | 1978. február 26.    | –                               |
|      | 19.  | 43.    | Peter Sellers     | Forgács Gábor (Filmmúzeum szinkronban)  | 1978. január 1.      | 2004. február 28. (Filmmúzeum)  |
|      | 20.  | 44.    | Petula Clark      | –                                       | 1978. március 12.    | –                               |
|      | 21.  | 45.    | Bob Hope          | Izsóf Vilmos (Filmmúzeum szinkronban)   | 1978. február 19.    | 2003. december 27. (Filmmúzeum) |
|      | 22.  | 46.    | Teresa Brewer     | –                                       | 1977. december 2.    | –                               |
|      | 23.  | 47.    | John Cleese       | ? (Filmmúzeum szinkronban)              | 1977. október 21.    | 2003. december 31. (Filmmúzeum) |
|      | 24.  | 48.    | Cloris Leachman   | –                                       | 1978. február 12.    | –                               |

### Harmadik évad  (1978–79)
| Évad | Évad | Epizód | Sztárvendég                         | Sztárvendég                                                           | Bemutató           | Bemutató                                               |
| Évad | Évad | Epizód | eredeti hangja                      | magyar hangja                                                         | eredeti            | magyar                                                 |
| ---- | ---- | ------ | ----------------------------------- | --------------------------------------------------------------------- | ------------------ | ------------------------------------------------------ |
|      | 1.   | 49.    | Kris Kristofferson és Rita Coolidge | –                                                                     | 1978. december 22. | –                                                      |
|      | 2.   | 50.    | Leo Sayer                           | –                                                                     | 1978. március 26.  | –                                                      |
|      | 3.   | 51.    | Roy Clark                           | –                                                                     | 1978. március 19.  | –                                                      |
|      | 4.   | 52.    | Gilda Radner                        | –                                                                     | 1978. április 2.   | –                                                      |
|      | 5.   | 53.    | Pearl Bailey                        | –                                                                     | 1978. április 9.   | –                                                      |
|      | 6.   | 54.    | Jean Stapleton                      | –                                                                     | 1978. április 16.  | –                                                      |
|      | 7.   | 55.    | Alice Cooper                        | Bolla Róbert (Filmmúzeum szinkronban)                                 | 1978. november 24. | 2004. január 1. (Filmmúzeum)                           |
|      | 8.   | 56.    | Loretta Lynn                        | Sunyovszky Szilvia (MTV szinkronban)                                  | 1978. április 23.  | 1982. július 17. (MTV)                                 |
|      | 9.   | 57.    | Liberace                            | –                                                                     | 1979. január 19.   | –                                                      |
|      | 10.  | 58.    | Marisa Berenson                     | –                                                                     | 1978. december 15. | –                                                      |
|      | 11.  | 59.    | Raquel Welch                        | Kovács Nóra (MTV szinkronban) ? (Filmmúzeum szinkronban)              | 1978. november 17. | 1982. augusztus 14. (MTV) 2004. január 2. (Filmmúzeum) |
|      | 12.  | 60.    | James Coco                          | –                                                                     | 1978. december 8.  | –                                                      |
|      | 13.  | 61.    | Helen Reddy                         | –                                                                     | 1978. december 1.  | –                                                      |
|      | 14.  | 62.    | Harry Belafonte                     | Madaras József (MTV szinkronban) Melis Gábor (Filmmúzeum szinkronban) | 1979. január 5.    | 1982. április 24. (MTV) 2004. január 10. (Filmmúzeum)  |
|      | 15.  | 63.    | Lesley Ann Warren                   | –                                                                     | 1979. január 12.   | –                                                      |
|      | 16.  | 64.    | Danny Kaye                          | Tahi Tóth László (MTV szinkronban) ? (Filmmúzeum szinkronban)         | 1978. december 25. | 1982. május 22. (MTV) 2004. január 11. (Filmmúzeum)    |
|      | 17.  | 65.    | Spike Milligan                      | –                                                                     | 1979. március 2.   | –                                                      |
|      | 18.  | 66.    | Leslie Uggams Nagymadárral          | –                                                                     | 1979. január 26.   | –                                                      |
|      | 19.  | 67.    | Elke Sommer                         | –                                                                     | 1979. február 2.   | –                                                      |
|      | 20.  | 68.    | Sylvester Stallone                  | ? (Filmmúzeum szinkronban)                                            | 1979. február 9.   | 2004. január 17. (Filmmúzeum)                          |
|      | 21.  | 69.    | Roger Miller                        | –                                                                     | 1979. február 16.  | –                                                      |
|      | 22.  | 70.    | Roy Rogers és Dale Evans            | –                                                                     | 1979. február 23.  | –                                                      |
|      | 23.  | 71.    | Lynn Redgrave                       | –                                                                     | 1979. március 9.   | –                                                      |
|      | 24.  | 72.    | Cheryl Ladd                         | Simorjay Emese (MTV szinkronban)                                      | 1978. december 29. | 1985. augusztus 4. (MTV)                               |

### Negyedik évad  (1979–80)
| Évad | Évad | Epizód | Sztárvendég                                                                   | Sztárvendég                                                            | Bemutató           | Bemutató                                              |
| Évad | Évad | Epizód | eredeti hangja                                                                | magyar hangja                                                          | eredeti            | magyar                                                |
| ---- | ---- | ------ | ----------------------------------------------------------------------------- | ---------------------------------------------------------------------- | ------------------ | ----------------------------------------------------- |
|      | 1.   | 73.    | John Denver                                                                   | Farády István (MTV szinkronban)                                        | 1979. december 14. | 1983. június 12. (MTV)                                |
|      | 2.   | 74.    | Crystal Gayle                                                                 | –                                                                      | 1979. november 2.  | –                                                     |
|      | 3.   | 75.    | Shields és Yarnell                                                            | Csongrádi Kata és Rubold Ödön (MTV szinkronban)                        | 1979. november 23. | 1985. augusztus 11. (MTV)                             |
|      | 4.   | 76.    | Dyan Cannon                                                                   | –                                                                      | 1980. január 25.   | –                                                     |
|      | 5.   | 77.    | Victor Borge                                                                  | –                                                                      | 1979. november 9.  | –                                                     |
|      | 6.   | 78.    | Linda Lavin                                                                   | Hámori Ildikó (MTV szinkronban)                                        | 1979. december 7.  | 1985. augusztus 31. (MTV)                             |
|      | 7.   | 79.    | Dudley Moore                                                                  | Gyabronka József (MTV szinkronban) Háda János (Filmmúzeum szinkronban) | 1979. október 24.  | 1984. március 10. (MTV) 2004. január 18. (Filmmúzeum) |
|      | 8.   | 80.    | Arlo Guthrie                                                                  | Forgács Péter (MTV szinkronban)                                        | 1979. december 21. | 1986. szeptember 14. (MTV)                            |
|      | 9.   | 81.    | Beverly Sills                                                                 | Ruttkai Éva (MTV szinkronban)                                          | 1979. november 16. | 1985. augusztus 25. (MTV)                             |
|      | 10.  | 82.    | Kenny Rogers                                                                  | –                                                                      | 1979. november 30. | –                                                     |
|      | 11.  | 83.    | Lola Falana                                                                   | Görbe Nóra (MTV szinkronban)                                           | 1980. január 18.   | 1986. április 26. (MTV)                               |
|      | 12.  | 84.    | Phyllis George                                                                | –                                                                      | 1980. január 11.   | –                                                     |
|      | 13.  | 85.    | Dizzy Gillespie                                                               | Garai Róbert (Filmmúzeum szinkronban)                                  | 1980. január 4.    | 2004. január 24. (Filmmúzeum)                         |
|      | 14.  | 86.    | Liza Minnelli                                                                 | Voith Ági (MTV szinkronban) Spilák Klára (Filmmúzeum szinkronban)      | 1979. december 28. | 1982. március 27. (MTV) 2004. január 25. (Filmmúzeum) |
|      | 15.  | 87.    | Anne Murray                                                                   | Málnai Zsuzsa (MTV szinkronban)                                        | 1980. február 1.   | 1983. március 19. (MTV)                               |
|      | 16.  | 88.    | Jonathan Winters                                                              | –                                                                      | 1980. február 8.   | –                                                     |
|      | 17.  | 89.    | A Csillagok háborúja szereplői (Mark Hamill, Peter Mayhew és Anthony Daniels) | –                                                                      | 1980. február 29.  | –                                                     |
|      | 18.  | 90.    | Christopher Reeve                                                             | Csernák János (MTV szinkronban)                                        | 1980. február 15.  | 1983. február 26. (MTV)                               |
|      | 19.  | 91.    | Lynda Carter                                                                  | –                                                                      | 1980. február 22.  | –                                                     |
|      | 20.  | 92.    | Alan Arkin                                                                    | –                                                                      | 1980. március 21.  | –                                                     |
|      | 21.  | 93.    | Doug Henning                                                                  | Márton András (MTV szinkronban)                                        | 1980. március 14.  | 1984. május 5. (MTV)                                  |
|      | 22.  | 94.    | Andy Williams                                                                 | Versényi László (MTV szinkronban)                                      | 1980. március 7.   | 1986. február 2. (MTV)                                |
|      | 23.  | 95.    | Carol Channing                                                                | –                                                                      | 1980. március 28.  | –                                                     |
|      | 24.  | 96.    | Diana Ross                                                                    | Pap Vera (MTV szinkronban) ? (Filmmúzeum szinkronban)                  | 1980. április 4.   | 1984. január 28. (MTV) 2004. január 31. (Filmmúzeum)  |

### Ötödik évad  (1980–81)
| Évad | Évad | Epizód | Sztárvendég                                                                                    | Sztárvendég                                                          | Bemutató           | Bemutató                                               |
| Évad | Évad | Epizód | eredeti hangja                                                                                 | magyar hangja                                                        | eredeti            | magyar                                                 |
| ---- | ---- | ------ | ---------------------------------------------------------------------------------------------- | -------------------------------------------------------------------- | ------------------ | ------------------------------------------------------ |
|      | 1.   | 97.    | Gene Kelly                                                                                     | Gábor Miklós (MTV szinkronban) Izsóf Vilmos (Filmmúzeum szinkronban) | 1981. január 4.    | 1983. október 8. (MTV) 2004. február 1. (Filmmúzeum)   |
|      | 2.   | 98.    | Loretta Swit                                                                                   | –                                                                    | 1980. október 12.  | –                                                      |
|      | 3.   | 99.    | Joan Baez                                                                                      | ? (Filmmúzeum szinkronban)                                           | 1980. december 14. | 2004. február 7. (Filmmúzeum)                          |
|      | 4.   | 100.   | Shirley Bassey                                                                                 | Felföldi Anikó (MTV szinkronban)                                     | 1981. március 15.  | 1983. április 23. (MTV)                                |
|      | 5.   | 101.   | James Coburn                                                                                   | –                                                                    | 1980. október 19.  | –                                                      |
|      | 6.   | 102.   | Brooke Shields                                                                                 | Simonyi Piroska (Filmmúzeum szinkronban)                             | 1980. november 9.  | 2004. február 8. (Filmmúzeum)                          |
|      | 7.   | 103.   | Glenda Jackson                                                                                 | Földi Teri (MTV szinkronban)                                         | 1980. december 28. | 1984. szeptember 8. (MTV)                              |
|      | 8.   | 104.   | Señor Wences                                                                                   | –                                                                    | 1980. november 23. | –                                                      |
|      | 9.   | 105.   | Debbie Harry                                                                                   | –                                                                    | 1981. január 25.   | –                                                      |
|      | 10.  | 106.   | Jean-Pierre Rampal                                                                             | –                                                                    | 1980. november 30. | –                                                      |
|      | 11.  | 107.   | Paul Simon                                                                                     | ? (Filmmúzeum szinkronban)                                           | 1981. február 22.  | 2004. február 14. (Filmmúzeum)                         |
|      | 12.  | 108.   | Melissa Manchester                                                                             | –                                                                    | 1980. november 16. | –                                                      |
|      | 13.  | 109.   | Tony Randall                                                                                   | –                                                                    | 1980. november 2.  | –                                                      |
|      | 14.  | 110.   | Mac Davis                                                                                      | –                                                                    | 1981. március 8.   | –                                                      |
|      | 15.  | 111.   | Carol Burnett                                                                                  | –                                                                    | 1981. február 8.   | –                                                      |
|      | 16.  | 112.   | Gladys Knight                                                                                  | –                                                                    | 1980. december 7.  | –                                                      |
|      | 17.  | 113.   | Hal Linden                                                                                     | –                                                                    | 1981. január 11.   | –                                                      |
|      | 18.  | 114.   | Marty Feldman a Szezám utca karakterekkel (Sütiszörny, Ernie, Bert, Grover és Count von Count) | Kézdy György (MTV szinkronban) ? (Filmmúzeum szinkronban)            | 1980. december 21. | 1984. február 25. (MTV) 2004. február 15. (Filmmúzeum) |
|      | 19.  | 115.   | Chris Langham                                                                                  | –                                                                    | 1981. március 1.   | –                                                      |
|      | 20.  | 116.   | Wally Boag                                                                                     | –                                                                    | 1981. január 18.   | –                                                      |
|      | 21.  | 117.   | Johnny Cash                                                                                    | –                                                                    | 1981. február 1.   | –                                                      |
|      | 22.  | 118.   | Buddy Rich                                                                                     | –                                                                    | 1981. február 15.  | –                                                      |
|      | 23.  | 119.   | Linda Ronstadt                                                                                 | –                                                                    | 1980. október 26.  | –                                                      |
|      | 24.  | 120.   | Roger Moore                                                                                    | Láng József (Filmmúzeum szinkronban)                                 | 1980. október 5.   | 2004. február 21. (Filmmúzeum)                         |

## Epizódlista a magyar vetítésben

### Epizódlista az MTV eredeti vetítésében
| Sorszám | Évad | Epizód | Sztárvendég        | Magyar hang                   | MTV vetítés          |
| ------- | ---- | ------ | ------------------ | ----------------------------- | -------------------- |
| 1.      | 1    | 1.     | Juliet Prowse      | Farkas Zsuzsa                 | 1980. január 1.      |
| 2.      | 1    | 12.    | Peter Ustinov      | Képessy József                | 1980. január 19.     |
| 3.      | 1    | 3.     | Joel Grey          | Szacsvay László               | 1980. március 16.    |
| 4.      | 1    | 16.    | Avery Schreiber    | Vajda László                  | 1980. december 27.   |
| 5.      | 1    | 13.    | Bruce Forsyth      | Kaló Flórián                  | 1981. február 21.    |
| 6.      | 4    | 14.    | Liza Minnelli      | Voith Ági                     | 1982. március 27.    |
| 7.      | 3    | 14.    | Harry Belafonte    | Madaras József                | 1982. április 24.    |
| 8.      | 3    | 16.    | Danny Kaye         | Tahi Tóth László              | 1982. május 22.      |
| 9.      | 3    | 8.     | Loretta Lynn       | Sunyovszky Szilvia            | 1982. július 17.     |
| 10.     | 3    | 11.    | Raquel Welch       | Kovács Nóra                   | 1982. augusztus 14.  |
| 11.     | 2    | 16.    | Cleo Laine         | Hernádi Judit                 | 1982. október 9.     |
| 12.     | 4    | 18.    | Christopher Reeve  | Csernák János                 | 1983. február 26.    |
| 13.     | 4    | 15.    | Anne Murray        | Málnai Zsuzsa                 | 1983. március 19.    |
| 14.     | 5    | 4.     | Shirley Bassey     | Felföldi Anikó                | 1983. április 23.    |
| 15.     | 4    | 1.     | John Denver        | Farády István                 | 1983. június 12.     |
| 16.     | 5    | 1.     | Gene Kelly         | Gábor Miklós                  | 1983. október 8.     |
| 17.     | 4    | 24.    | Diana Ross         | Pap Vera                      | 1984. január 28.     |
| 18.     | 5    | 18.    | Marty Feldman      | Kézdy György                  | 1984. február 25.    |
| 19.     | 4    | 7.     | Dudley Moore       | Gyabronka József              | 1984. március 10.    |
| 20.     | 4    | 21.    | Doug Henning       | Márton András                 | 1984. május 5.       |
| 21.     | 5    | 7.     | Glenda Jackson     | Földi Teri                    | 1984. szeptember 8.  |
| 22.     | 3    | 24.    | Cheryl Ladd        | Simorjay Emese                | 1985. augusztus 4.   |
| 23.     | 4    | 3.     | Shields és Yarnell | Csongrádi Kata és Rubold Ödön | 1985. augusztus 11.  |
| 24.     | 4    | 9.     | Beverly Sills      | Ruttkai Éva                   | 1985. augusztus 25.  |
| 25.     | 4    | 6.     | Linda Lavin        | Hámori Ildikó                 | 1985. augusztus 31.  |
| 26.     | 4    | 22.    | Andy Williams      | Versényi László               | 1986. február 2.     |
| 27.     | 4    | 11.    | Lola Falana        | Görbe Nóra                    | 1986. április 26.    |
| 28.     | 4    | 8.     | Arlo Guthrie       | Forgács Péter                 | 1986. szeptember 14. |

### Epizódlista az Filmmúzeum eredeti vetítésében
| Sorszám | Évad | Epizód | Sztárvendég        | Magyar hang     | Filmmúzeum vetítés |
| ------- | ---- | ------ | ------------------ | --------------- | ------------------ |
| 1.      | 1    | 9.     | Charles Aznavour   | ?               | 2003. december 20. |
| 2.      | 1    | 21.    | Twiggy             | ?               | 2003. december 21. |
| 3.      | 1    | 12.    | Peter Ustinov      | Gruber Hugó     | 2003. december 24. |
| 4.      | 2    | 8.     | Steve Martin       | Barbinek Péter  | 2003. december 25. |
| 5.      | 2    | 13.    | Rudolf Nurejev     | ?               | 2003. december 26. |
| 6.      | 2    | 21.    | Bob Hope           | Izsóf Vilmos    | 2003. december 27. |
| 7.      | 2    | 23.    | John Cleese        | Rosta Sándor    | 2003. december 31. |
| 8.      | 3    | 7.     | Alice Cooper       | Bolla Róbert    | 2004. január 1.    |
| 9.      | 3    | 11.    | Raquel Welch       | ?               | 2004. január 2.    |
| 10.     | 3    | 14.    | Harry Belafonte    | Melis Gábor     | 2004. január 10.   |
| 11.     | 3    | 16.    | Danny Kaye         | ?               | 2004. január 11.   |
| 12.     | 3    | 20.    | Sylvester Stallone | ?               | 2004. január 17.   |
| 13.     | 4    | 7.     | Dudley Moore       | Háda János      | 2004. január 18.   |
| 14.     | 4    | 13.    | Dizzy Gillespie    | Garai Róbert    | 2004. január 24.   |
| 15.     | 4    | 14.    | Liza Minnelli      | Spilák Klára    | 2004. január 25.   |
| 16.     | 4    | 24.    | Diana Ross         | ?               | 2004. január 31.   |
| 17.     | 5    | 1.     | Gene Kelly         | Izsóf Vilmos    | 2004. február 1.   |
| 18.     | 5    | 3.     | Joan Baez          | ?               | 2004. február 7.   |
| 19.     | 5    | 6.     | Brooke Shields     | Simonyi Piroska | 2004. február 8.   |
| 20.     | 5    | 11.    | Paul Simon         | ?               | 2004. február 14.  |
| 21.     | 5    | 18.    | Marty Feldman      | ?               | 2004. február 15.  |
| 22.     | 5    | 24.    | Roger Moore        | Láng József     | 2004. február 21.  |
| 23.     | 2    | 14.    | Elton John         | Bodrogi Attila  | 2004. február 22.  |
| 24.     | 2    | 19.    | Peter Sellers      | Forgács Gábor   | 2004. február 28.  |